# Jacques Aron
Jacques Aron (Antwerpen, 1 december 1933) is een Belgische architect en stedenbouwkundige. 

## Levensloop
Aron was actief als ontwerper en ontwikkelde tevens een kritische reflectie op architectuur en stedenbouw, die haar neerslag vond in talrijke artikelen en boeken.
Aron studeerde af aan La Cambre (1956), werkte als stagiair in het architectenteam dat samengesteld was voor de bouw van de Modelwijk in Brussel en zette zijn studie voort aan het Institut d'Urbanisme van La Cambre. In 1958 richtte hij URBAT op, samen met twee vroegere medestudenten Pierre Puttemans en Frédéric De Becker. 
In 1964 keerde hij terug naar La Cambre als assistent van zijn vroegere ateliertitularis Robert Puttemans. Later startte hij er de cursus architectuurtheorie en geschiedenis van de architectuur op. Hiermee plaatste hij de Moderne Beweging waaruit de school was ontstaan in een ruimer tijdskader. Hij ontwikkelde daarnaast een andere cursus over de mutaties binnen Brussel en het Brussels Gewest. Hij had een grote belangstelling voor Bauhaus en Hannes Meyer. 
Aron stelde de eerste kritische anthologie van Bauhaus in het Frans samen. Sinds hij in 1998 professor emeritus geworden is, wijdt hij zich aan het schrijven van autobiografische herinneringen en van filosofische en politiek essays.

## Publicaties
- Architecture et société (1976)
- Architektuur en maatschappij (1976)
- L’année du souvenir (1997)
- La mémoire obligée (1999)
- Le Sionisme n’est pas le Judaïsme (2003)

- Bibliothèque nationale de France: cb12525428d (data)
- Gemeinsame Normdatei: 132930056
- International Standard Name Identifier: 0000 0001 0974 2295
- Library of Congress Control Number: n78000571
- Nationale Bibliotheek van Tsjechië: jo2017959818
- Nationale Bibliotheek van Israël: 987007297240005171
- Nederlandse Thesaurus van Auteursnamen: 070734275
- Système universitaire de documentation: 034504397
- Trove: 1113047
- Virtual International Authority File: 55321543
- WorldCat: E39PBJrgGtR7ddXK3pcGJ6qvpP